# Стенино (Калужская область)
Стенино — деревня в Козельском районе Калужской области. Входит в состав Сельского поселения «Село Нижние Прыски».
Расположено примерно в 4 км к северо-востоку от города Козельск.

## Население
На 2010 год население составляло 184 человек.